# Swainsona minutiflora
Swainsona minutiflora är en ärtväxtart som beskrevs av Alma Theodora Lee. Swainsona minutiflora ingår i släktet Swainsona och familjen ärtväxter. Inga underarter finns listade i Catalogue of Life.